# Bertrand Bonello

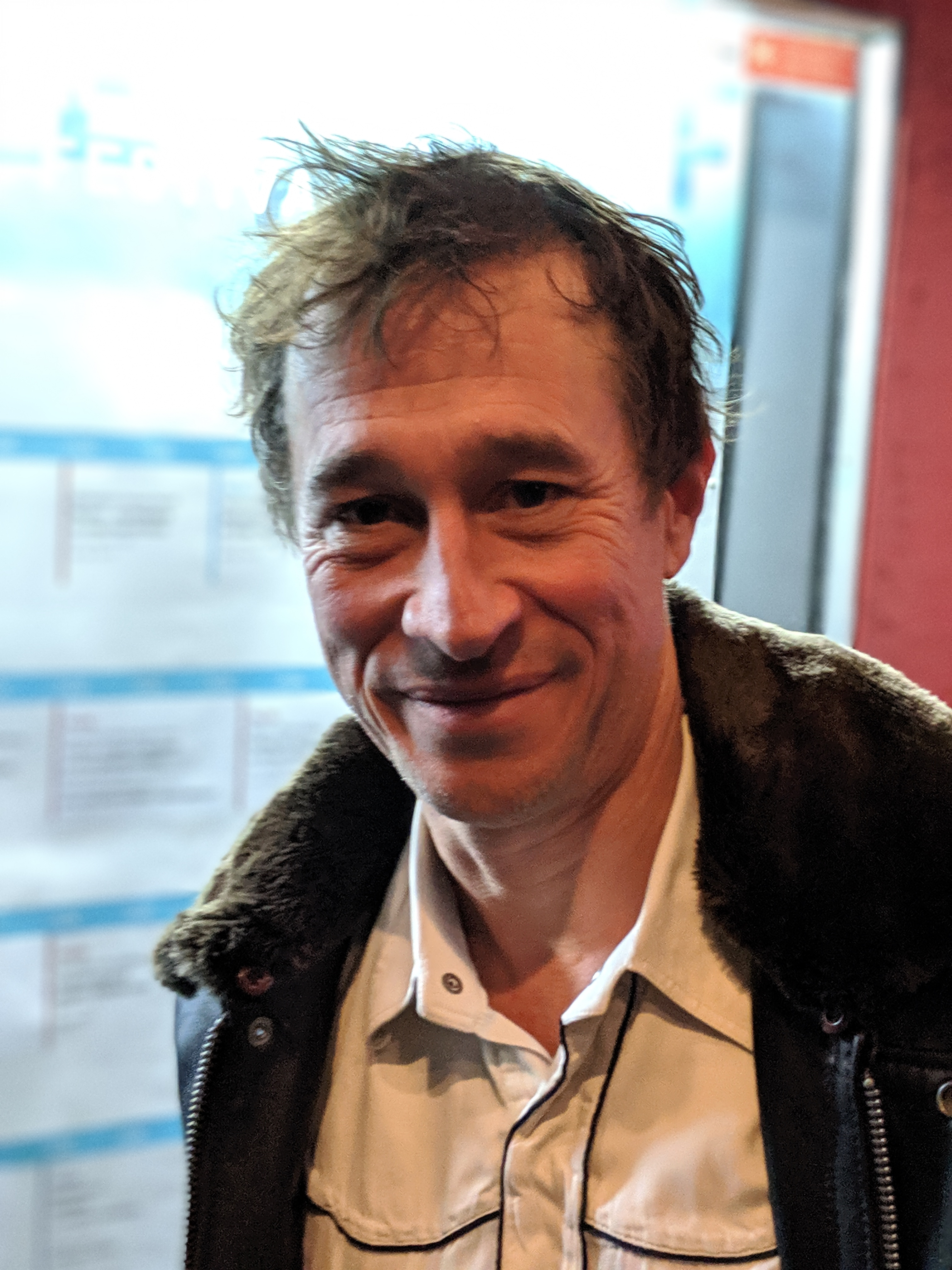
Bertrand Bonello 2019

Bertrand Bonello (* 11. September 1968 in Nizza) ist ein französischer Filmregisseur.

## Leben und Werk
In seinen Filmen widmet sich Bertrand Bonello häufig den Themen Sexualität und Prostitution. So erregte er mit dem Film Der Pornograph Aufsehen, da er in ihm unzensierte Sexszenen von realen Pornodarstellern spielen ließ. Die dokumentarische Nähe wurde zahlreich als pornographisch kritisiert, jedoch auch gelobt. In diesem Zusammenhang wurde Bonello in eine Reihe von französischen Filmemachern (z. B. Virginie Despentes, Catherine Breillat) gestellt, die sich darum bemühen, die Alltäglichkeit der Sexualität aufzudecken. Der Film gewann 2001 den FIPRESCI-Preis der Internationalen Filmfestspiele von Cannes.
Sein Film Tiresia war 2003 bei den Internationalen Filmfestspielen von Cannes für die Goldene Palme nominiert.
Aufmerksamkeit erhielt auch, abermals durch die Beschäftigung mit dem Thema Prostitution, sein Film Haus der Sünde, der 2011 im Wettbewerb der Filmfestspiele von Cannes uraufgeführt wurde. Sein Interesse an diesem Thema drückte er in einem Interview so aus:
„Nicht unbedingt in dem Sinne, dass ich Prostitution verstehen würde – dazu ist die Sache einfach zu kompliziert, und wenn die einen sagen, Prostitution sei fantastisch, und die anderen, sie sei schrecklich, dann ist das zu simpel. Vom Wesen der Prostituierten geht ja eine große Faszination aus; so viele Gemälde porträtieren Prostituierte; das Kino gibt es seit 1895, fünf Jahre später hat man den ersten Film mit einer Prostituierten; sie ist eine starke Figur für Fiktionen. Man kann sich ihr sehr nahe fühlen, man bezahlt, sie ist da, aber zugleich gibt es dieses Geheimnis: Wie geht das?“ (Bertrand Bonello)
Für das 71. Filmfestival von Cannes im Mai 2018 wurde er als Jurypräsident für den Kurzfilmwettbewerb und die Nebenreihe Cinéfondation ausgewählt. Im selben Jahr wurde er in die Academy of Motion Picture Arts and Sciences berufen, die jährlich die Oscars vergibt.
Im Jahr 2022 wurde sein Spielfilm Coma in die Sektion Encounters der 72. Berlinale eingeladen.
Bertrand Bonello lebt in Paris und in Montreal.

## Filmografie (Auswahl)
- 2001: Der Pornograph (Le pornographe)
- 2003: Tiresia
- 2008: Auf Krieg (De la guerre)
- 2011: Haus der Sünde (L’Apollonide (Souvenirs de la maison close))
- 2014: Saint Laurent
- 2016: Nocturama
- 2019: Zombi Child
- 2022: Coma
- 2023: The Beast (La Bête)
- 2024: Planet B (Planète B)